# Nógrád és Hont
Nógrád és Hont est un ancien comitat de Hongrie créée lors du traité de Trianon.